# Statue de William Saroyan (Erevan)
La statue de William Saroyan est une statue installée en 2008 à l'intersection de l'avenue Mesrop-Machtots et de la rue Moscovian à Erevan en Arménie. Elle représente l'écrivain arméno–américain William Saroyan en pied. C'est une réalisation du sculpteur David Erevantzi et des architectes Ruben Hasratyan et Levon Igitian.
David Erevantzi

## Description
La statue est en bronze et mesure 3,2 mètres. Elle pèse 500 kg. Elle représente William Saroyan à l'âge de 54 ans.
Elle est inaugurée le 13 décembre 2008 en présence du président Serge Sargsian, de la ministre de la culture Hasmik Boghossian ainsiq que du sculpteur David Erevantzi.